# Manchild
Manchild est une série télévisée britannique en quinze épisodes de trente minutes, diffusée entre le 19 février 2002 et le 15 avril 2003 sur BBC Two. En France, le premier épisode a été diffusé le 26 novembre 2005 sur Série Club dans les Screenings 2005.

## Synopsis
Cette série met en scène quatre amis quinquagénaires, divorcés et financièrement aisés, qui décident de profiter de la vie, notamment en multipliant les aventures amoureuses avec des femmes beaucoup plus jeunes qu’eux.

## Distribution
- Nigel Havers : Terry
- Ray Burdis : Gary
- Anthony Head  : James
- Don Warrington : Patrick

## Épisodes

### Première saison
1. Titre français inconnu (Fiftysomething)
2. Titre français inconnu (Art)
3. Titre français inconnu (Marriage)
4. Titre français inconnu (Jealousy)
5. Titre français inconnu (Responsibility)
6. Titre français inconnu (Swingers and Shakers)
7. Titre français inconnu (Four of a Kind)

### Deuxième saison
1. Titre français inconnu (Episode 1)
2. Titre français inconnu (Episode 2)
3. Titre français inconnu (Episode 3)
4. Titre français inconnu (Episode 4)
5. Titre français inconnu (Episode 5)
6. Titre français inconnu (Episode 6)
7. Titre français inconnu (Episode 7)
8. Titre français inconnu (Episode 8)

## Commentaires
Cette série a inspiré une version américaine en 2007. Cependant, le pilote n'a pas convaincu Showtime qui a décidé de ne pas diffuser la série.